# Rudy Wiebe
Rudy Wiebe (né le 4 octobre 1934 à Fairholme, Saskatchewan) est un écrivain canadien. Wiebe a remporté à deux reprises le Prix du Gouverneur général pour la fiction. Il est considéré comme le fondateur de la littérature mennonite au Canada après la publication en 1962 de son livre controversé Peace Shall Destory Many. Il est professeur émérite à l'Université de l'Alberta. Il a été nommé officier de l'Ordre du Canada en 2000.